# Sant Salvador d'Olvan
Sant Salvador d'Olvan és una obra del municipi d'Olvan (Berguedà) inclosa en l'Inventari del Patrimoni Arquitectònic de Catalunya. És una capella enganxada a la masia de Trasserra.